# La blonde aux seins nus
La blonde aux seins nus è film del 2010 diretto da Manuel Pradal.

## Trama
I due fratelli Julien e Louis, l'uno di 25 anni e l'altro di 12 anni, vivono e lavorano sulla casa galleggiante ereditata dal padre sita nel centro di Parigi. Poiché non guadagnano abbastanza, arrottondano le entrate compiendo dei piccoli furti. Quando un uomo gli commissiona il furto di un quadro di Manet, "La blonde aux seins nus", esposto al Museo d'Orsay i due accettano.
Sfortunatamente per loro, Rosalie (Vahina Giocante), il guardiano del museo, si mette ad inseguirli fino alla loro barca, all'interno della quale la vicenda prenderà un esito inaspettato.

## Produzione
Le riprese del film sono iniziate il 29 luglio 2008, e sono terminate, dopo nove settimane, nella primavera del 2009.